# Промышленность Великобритании
Промышленность Великобритании

## Добыча и переработка нефти
В британском секторе Северного моря известно 133 месторождения нефти с разведанными запасами 2 млрд т и извлекаемыми — 0,7 млрд т, что составляет около 1/3 запасов шельфа. Добыча нефти в Северном море ведется с 1975 года на полусотне месторождений, из которых крупнейшие — Брент, Фортис. В 2003 г. она составила 106 млн т, из них свыше половины пошло на экспорт — главным образом в США, Германию, Нидерланды . По системе трубопроводов и танкерами нефть из месторождений Северного моря и Северной Атлантики поступает в нефтяной терминал «Саллом-Во», где загружается в танкеры для дальнейшей транспортировки. Сохраняется и крупный импорт нефти (до 50 млн т), что связано с преобладанием легких фракций в североморской нефти и технологическими особенностями британских НПЗ, рассчитанных на более тяжелую нефть.
Что касается британской нефтеперерабатывающей промышленности, то она пока ещё зависит от импорта сырой нефти и нефтепродуктов. В стране действует 9 НПЗ с общей мощностью около 90 млн т в год (в 1999 г. закрылся НПЗ компании «Шелл» в Шелл-Хейвене мощностью 4,3 млн т в год). Они расположены в устье Темзы, в Фоли близ Саутгемптона, в южном Уэльсе, у Манчестерского канала, в Тиссайде, Хамберсайде и в Шотландии (Грейнджмуте).

## Газовая промышленность
В британской зоне Северного моря обнаружено более 80 газовых месторождений с разведанными запасами 2 трлн м³ и извлекаемыми — 0,8 трлн м³. Добыча газа на них началась в середине 60-х годов, сейчас эксплуатируется 37 месторождений, 1/2 добычи дают 7, среди них — Леман-Бенк, Брент, Моркэм. Объём добычи за 1990—2003 гг. возрос до 103 млрд м³. Внешняя торговля газом незначительна; в 2003 г. его экспорт составил 15, а импорт — 8 млрд м³. По проложенному на дне Северного моря газопроводу газ достигает восточного побережья острова Великобритания в районе Исингтона и Йоркшире.

## Химическая промышленность
Новейшие производства химической промышленности также относятся к числу быстро развивающихся отраслей. Около 1/3 продукции основной химии составляют неорганические химикаты — серная кислота, оксиды металлов и неметаллов. Среди множества химических производств крупными масштабами стали выделяться производства синтетических волокон, различных видов пластмасс, новых красителей, фармацевтической продукции и моющих средств. Британская химия базируется на нефтегазовом сырье и специализируется на достаточно ограниченном числе химических продуктов, отличающихся высокой наукоемкостью: это фармацевтические препараты, агрохимикаты, конструкционные пластмассы, используемые в авиаракетостроении, микроэлектронике.
Главные районы химической промышленности сформировались на базе НПЗ вблизи рынков сбыта: Юго-восток Англии, Ланкшир и Чешир.

## Металлургическая промышленность

### Чёрная металлургия
Большое развитие получила чёрная металлургия. К началу 1970-х годов объём производства стали составил около 30 млн т, в дальнейшем с введением квот на черные металлы в ЕС он сократился более чем в 2 раза — до 13,5 млн т в 2001 г. (Великобритания не входит в десятку крупнейших производителей стали.) Во второй половине 80-х годов в отрасли была проведена техническая модернизация, и в настоящее время 75 % стали выплавляется кислородно-конвертерным способом.
На сегодняшний день Великобритания занимает восьмое место в мире по выплавке чугуна и стали. Активы корпорации «Бритиш стил» (сейчас ими владеет индийская группа Tata Steel) производят почти всю сталь для страны. Необходимо отметить, что металлургия Великобритании развивалась в благоприятных условиях. Страна богата углем. Железную руду часто содержали сами угольные пласты, либо она добывалась поблизости. Третий компонент, необходимый для металлургии — известняки имеются на Британских островах почти везде. Угольные бассейны, вблизи которых развивались металлургические центры, расположены сравнительно недалеко друг от друга и от крупнейших морских портов страны, что облегчает доставку из других районов страны и из зарубежных стран недостающего сырья и вывоз готовой продукции.
Сохранилось 4 металлургических района, из которых лишь один находится в центре страны (Шеффилд-Ротерем с его специализацией на качественной стали и электростали), остальные — на побережье в портах (в Южном Уэльсе — Порт-Толбот, Лланверн, в Хамберсай-де — Сканторп, в Тиссайде — Редкар).
В сталеплавильной индустрии Великобритании все больше используется в качестве сырья металлолом, поэтому современные сталеплавильные заводы обычно «привязаны» к основным промышленным центрам как к источникам сырья и рынкам сбыта готовой продукции.

### Цветная металлургия
В свою очередь, британская цветная металлургия — одна из крупнейших в Европе. Она работает почти целиком на привозном сырье, поэтому выплавка цветных металлов тяготеет к портовым городам. При практически полном отсутствии ресурсной базы отрасль развивалась благодаря высокой потребности в цветных металлах и представлена главным образом производством вторичного металла. Из первичных металлов выпускаются только алюминий и никель. Потребности страны по олову, свинцу, алюминию удовлетворяются за счет собственного производства почти полностью; по меди и цинку на 1/2.
Экспорт цветных металлов по стоимости намного превысил экспорт чугуна и стали. Великобритания — также один из основных поставщиков таких металлов, как уран, цирконий, бериллий, ниобий, германий и др., которые используются в атомной промышленности, в самолетостроении и электронике. Главные покупатели британских цветных металлов — США и Германия.
Западный Мидленд — главный район цветной металлургии здесь расположено много мелких предприятий специализирующихся на производстве, прокате, литье и обработке цветных металлов. Другие центры — южный Уэльс, Лондон и Тайнсайд. Три крупнейших завода по выплавке алюминия расположены на острове Англии, у города Инвенгордона (Шотландия) и на северо-востоке Англии. Они обеспечивают более половины потребности отрасли в первичном алюминии. Центры по производству алюминия в Мидленде и южном Уэльсе тесно связаны с американскими и канадскими алюминиевыми компаниями.

## Машиностроение
В машиностроении, самой крупной отрасли британской промышленности, работает 1/4 всех занятых в обрабатывающей промышленности. На отрасль приходится 50 % условно-чистой продукции обрабатывающей промышленности. Если в прошлом для неё был характерен выпуск продукции высококачественной, но среднего уровня сложности, то в настоящее время все большей удельный вес приобретает технически сложная, наукоёмкая продукция.
Преобладает транспортное машиностроение. Около 1/3 капитала, затрачиваемого на производство средств транспорта, принадлежит американским компаниям, которые закрепились на Британских островах после Второй мировой войны. Предприятия этой отрасли имеются практически во всех районах и в большинстве городов Великобритании.
Одним из мировых лидеров по производству строительной техники является компания JCB, насчитывающая более 10 тыс. работников и 11 заводов в Великобритании. Каждый второй экскаватор-погрузчик в мире, каждый третий телескопический погрузчик произведен на заводах JCB. Всего в Великобритании производится более 300 видов строительных и сельскохозяйственных машин JCB. Великобритания занимает лидирующие позиции в мире как экспортер грузовых автомашин. Например, широко известна серия машин повышенной проходимости марки «Лендровер». Главные покупатели английских автомобилей — США, Новая Зеландия, Иран и ЮАР.

### Общее машиностроение
Общее машиностроение ныне уступает по темпам роста другим секторам отрасли. В последние годы вновь усилились позиции станкостроения (страна занимает шестое место в мире по объёму производства, но четвёртое — по экспорту). Отраслью международной специализации является тракторостроение (первое место в мире по выпуску колесных тракторов).
Более 2/3 стоимости продукции в приборостроении приходится на научные и промышленные приборы, в том числе на ряд новейших видов контрольно-измерительной и диагностической аппаратуры. Развито также производство часов, фотоаппаратов.

### Судостроение
- Harland and Wolff[3]

### Автомобильная промышленность
Несколько крупнейших автомобильных фирм выпускают почти все серийные легковые и грузовые автомашины. Такие как «Бритиш Лейланд», заводы международной американской компании «Крайслер Ю. К.» и дочерние американские фирмы «Воксхолл» и «Форд». Сохраняют позиции мировых лидеров в выпуске машин высшего класса компании «Роллс-Ройс» (под контролем «БМВ») и «Бентли», контролируемая «Фольксвагеном». В 2002 г. произведено 1,8 млн автомобилей, в том числе 1,5 млн — легковых. Импорт пока превышает экспорт, но последний также очень значителен (около 1 млн шт.). Первым крупным районом автомобилестроения на Британских островах стал Западный Мидленд с центром в Бирмингеме. Вторым районом автомобилестроения стал юго-восток Англии (с центрами в Оксфорде, Лутоне и Дагенеме), где имелись в избытке рабочие руки.

### Авиационная промышленность
Самолётостроение — одна из наиболее быстро развивающихся отраслей машиностроения Великобритании. Доминирует в этой отрасли государственная крупнейшая фирма — «Бритиш Эйрвейз». Она специализируется на выпуске широкого спектра различных самолетов, вертолетов, космических аппаратов, ракет. Вертолеты производятся другой большой фирмой «Уэстленд эркрафт». Почти все производство авиамоторов в стране сосредоточено в руках национализированной компании «Роллс-ройс», которая имеет заводы в Дерби, Бристоле, Ковентри, а также в Шотландии. Широко развита кооперация с западноевропейскими и американскими компаниями в производстве гражданской и военной техники.

## Электротехника и электроника
Электротехника относится к растущим и развивающимся производствам, она занимает второе место среди отраслей обрабатывающей промышленности по числу занятых. Господствуют в электротехнике несколько очень крупных компаний: «Дженерал электрик», «Инглиш электрик» и «Ассошиэйтед электрикал индастриз». По-прежнему достаточно сильны позиции Великобритании в производстве турбин и электродвигателей.
Но доминирующие позиции занимает ныне электроника. Наиболее динамично развивается производство вычислительной техники, но главные позиции здесь занимает американский капитал, а в производстве бытовой электроники — японский.
Британские фирмы традиционно сильны в производстве радиоэлектронного оборудования (радары, радиопередатчики) и средств связи.

## Лёгкая промышленность
Лёгкая промышленность Великобритании
Текстильная промышленность
Текстильная промышленность является традиционной для британской экономики отраслью. Из отраслей легкой промышленности ей принадлежит особая роль в промышленном развитии страны, в распространении машинного способа производства по всему миру.
Производство шерстяных тканей, изделий, пряжи — самое древнее на Британских островах. Шерстяные изделия британских текстильщиков и в наши дни высоко ценятся на внешних рынках.
Шерстяные ткани производятся в основном в Западном Йоркшире, производство искусственного шёлка преобладает в йоркширском городе Силсдене, а хлопчатобумажных тканей — в Ланкашире, в небольших текстильных городах к северо-востоку от Манчестера.

## Обрабатывающая и перерабатывающая промышленность
В структуре обрабатывающей промышленности наибольший удельный вес имеют:
- бумажная и полиграфическая промышленность (13,9 %),
- пищевая и табачная (13,8 %).

Пищевкусовая промышленность за последние полвека стала одной из главных сфер концентрации британского капитала: из 40 корпораций страны, входящих в «Клуб 500» крупнейших фирм мира, данную отрасль представляет целая дюжина во главе с «Юнилевер», «Дайэджео» и «Кэдбьюри Швеппс». Высокую конкурентоспособность на мировом рынке имеют пищевые концентраты, кондитерские изделия, напитки (в том числе чай, шотландский виски и лондонский джин), табачные изделия. Размещение крупнейших предприятий ориентировано на рынки, в том числе внешние.

## Современное состояние
В 2023 году, по информации Make UK, промышленная сфера обеспечила экономику Великобритании продукцией на сумму 217 млрд фунтов стерлингов. По данным The Times, опубликованным в 2024 году, на фоне изменений в мировой экономике промышленная сфера Великобритании выбыла из мировой десятки стран-лидеров по производству, заняв 12-е место, пропустив при этом вперед Мексику (7-е место) и Россию (8-е место).